# Geodena notata
Geodena notata är en fjärilsart som beskrevs av Holland 1893. Geodena notata ingår i släktet Geodena och familjen mätare. Inga underarter finns listade i Catalogue of Life.